# Ananias (samaritano)
Ananias Sambalate foi governador de Samaria sob o Império Aquemênida. Iniciou seu governo por volta de 354 a.C. Ele era o filho de Sambalate II e seu nome é mencionado nos Papiros de Elefantina.